# Colaptes
Colaptes – rodzaj ptaków z podrodziny dzięciołów (Picinae) w rodzinie  dzięciołowatych (Picidae).

## Rozmieszczenie geograficzne
Rodzaj obejmuje gatunki występujące w Ameryce.

## Morfologia
Długość ciała 18–35 cm; masa ciała 50–204 g.

## Systematyka
Rodzaj wprowadził w 1825 roku angielski zoolog William Swainson, o czym wspomniał irlandzki zoolog Nicholas Aylward Vigors w swoim artykule poświęconym obserwacjom dotyczącym naturalnych pokrewieństw łączących rzędy i rodziny ptaków, opublikowanym w czasopiśmie Transactions of the Linnean Society of London. Gatunkiem typowym jest (oryginalne oznaczenie) dzięcioł różowoszyi (C. auratus).

### Etymologia
- Colaptes: gr. κολαπτης kolaptēs ‘osoba posługująca się dłutem’, od κολαπτω kolaptō ‘dłutować, dziobać, uderzać’[13].
- Chrysoptilus: gr. χρυσος khrusos ‘złoty’; πτιλον ptilon ‘pióro’[14]. Gatunek typowy (późniejsze oznaczenie)[15]: Picus punctigula Boddaert, 1783.
- Chloronerpes: gr. χλωρος khlōros ‘zielony’; ἑρπης herpēs ‘pełzacz, coś pełzającego’, od ἑρπω herpō ‘pełzać’[16]. Gatunek typowy (późniejsze oznaczenie)[15]: Picus rubiginosus Swainson, 1820.
- Soroplex: gr. σορος soros ‘trumna’; πλεκω plekō ‘robić’ (tj. cieśla)[17]. Gatunek typowy (oznaczenie monotypowe): Picus campestris Vieillot, 1818.
- Geopicos: gr. γεω- geō- ‘ziemny-’, od γη gē ‘ziemia’; nowogr. πικος pikos ‘dzięcioł’, od łac. picus ‘dzięcioł’[18]. Gatunek typowy (późniejsze oznaczenie)[19]: Cuculus auratus Linnaeus, 1758.
- Malherbipicus: prof. Alfred Malherbe (1804–1866), francuski prawnik, ornitolog; łac. picus ‘dzięcioł’[20]. Gatunek typowy (późniejsze oznaczenie)[21]: Picus campestris Vieillot, 1818.
- Chrysopicus: gr. χρυσος khrusos ‘złoto’; nowogr. πικος pikos „dzięcioł”, od łac. picus ‘dzięcioł’[22]. Gatunek typowy (późniejsze oznaczenie)[23]: Chrysopicos atricollis Malherbe, 1850.
- Hypoxanthus: epitet gatunkowy Colaptes hypoxanthus Blyth, 1854[b]; gr. ὑπο hupo ‘pod, niżej’; ξανθος xanthos ‘żółty’[24]. Gatunek typowy (oznaczenie monotypowe): Picus rivolii Boissonneau, 1840.
- Pituipicus: epitet gatunkowy Picus pitius Molina, 1782; łac. picus ‘dzięcioł’[25]. Gatunek typowy (oznaczenie monotypowe): Picus chilensis Lesson, 1827 = Picus pitius Molina, 1782.
- Theiopicus: gr. θειον theion ‘siarka’; nowogr. πικος pikos ‘dzięcioł’, od łac. picus ‘dzięcioł’[26]. Gatunek typowy (oznaczenie monotypowe): Picus campestris Vieillot, 1818.
- Pediopipo: gr. πεδιον pedion ‘pole’; πιπω pipō ‘dzięcioł’[27].
- Nesoceleus: gr. νησος nēsos ‘wyspa’ (tj. Kuba); rodzaj Celeus Boie, 1831 (dzięcioł)[28]. Gatunek typowy (oryginalne oznaczenie): Colaptes fernandinae Vigors, 1827.
- Tridactylocolaptes: gr. τριδακτυλος tridaktulos ‘trójpalczasty, o trzech palcach’, od τρι- tri- ‘trzy-’, od τρεις treis, τρια tria ‘trzy’; δακτυλος daktulos ‘palec’; rodzaj Colaptes  Swainson, 1825[29]. Gatunek typowy (oznaczenie monotypowe): Cuculus auratus Linnaeus, 1758.

### Podział systematyczny
Do rodzaju należą następujące gatunki:
- Colaptes fernandinae Vigors, 1827 – dzięcioł krzywodzioby
- Colaptes oceanicus Olson, 2013 – dzięcioł bermudzki – takson wymarły[31]
- Colaptes mexicanoides Lafresnaye, 1844 – dzięcioł rdzawogłowy
- Colaptes auratus (Linnaeus, 1758) – dzięcioł różowoszyi
- Colaptes chrysoides (Malherbe, 1852) – dzięcioł pustynny
- Colaptes melanochloros (J.F. Gmelin, 1788) – dzięcioł czarnoczelny
- Colaptes rivolii (Boissonneau, 1840) – dzięcioł strojny
- Colaptes rupicola d’Orbigny, 1841 – dzięcioł andyjski
- Colaptes pitius (G.I. Molina, 1782) – dzięcioł chilijski
- Colaptes campestris (Vieillot, 1818) – dzięcioł łąkowy
- Colaptes punctigula (Boddaert, 1783) – dzięcioł czarnoplamy
- Colaptes auricularis (Salvin & Godman, 1889) – dzięcioł czerwonowąsy
- Colaptes rubiginosus (Swainson, 1820) – dzięcioł oliwkowy
- Colaptes atricollis (Malherbe, 1850) – dzięcioł czarnogardły